# Pirinbergen

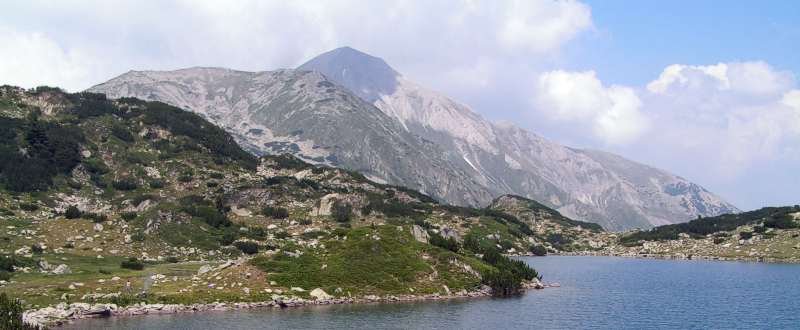
Berget Vichren från söder

Pirinbergen eller Pirin (bulgariska: Пирин) är en bergskedja i sydvästra Bulgarien. Bergskedjan ligger i regionen Blagoevgrad och sträcker sig ungefär 40 kilometer från nordväst till sydöst och är ungefär 25 kilometer bred. Större delen av bergskedjan är skyddad inom nationalparken Pirin nationalpark.
Pirin är känd för sin rika flora och fauna. En stor del av området är täckt av skog, med de bästa barrskogarna i Bulgarien, som har viktiga bestånd av de balkanska endemiska arterna makedonisk tall, bosnisk tall och bulgarisk gran. Djurlivet innefattar varg och brunbjörn. 
Staden Bansko, en viktig turist- och vintersportort, ligger på de nordöstra sluttningarna av Pirinbergen. Staden Razlog ligger i en dal mellan Pirinbergen i söder och Rilabergen i norr.

## Bergstoppar i Pirinbergen
- Chleven
- Dautov vrch
- Dzjengal
- Kamenitsa
- Orelek
- Pirin
- Polezjan
- Sinanitsa
- Todorinvrch
- Vichren, högsta berg, 2915 meter över havet